# Postel Nunatak
Il Postel Nunatak è un nunatak, o picco roccioso isolato, alto 1.450 m, situato lungo una scarpata ghiacciata che si sviluppa in direzione sudoccidentale, 15 km a sudovest dello Snake Ridge, nel Patuxent Range, nei Monti Pensacola, in Antartide. 
Il nunatak è stato mappato dall'United States Geological Survey (USGS) sulla base di rilevazioni e foto aeree scattate dalla U.S. Navy nel periodo 1956-66.
La denominazione è stata assegnata dall'Advisory Committee on Antarctic Names (US-ACAN), in onore di Philip A. Postel, meteorologo presso la Base Amundsen-Scott nell'inverno del 1967.